# Agnes van Twickelo

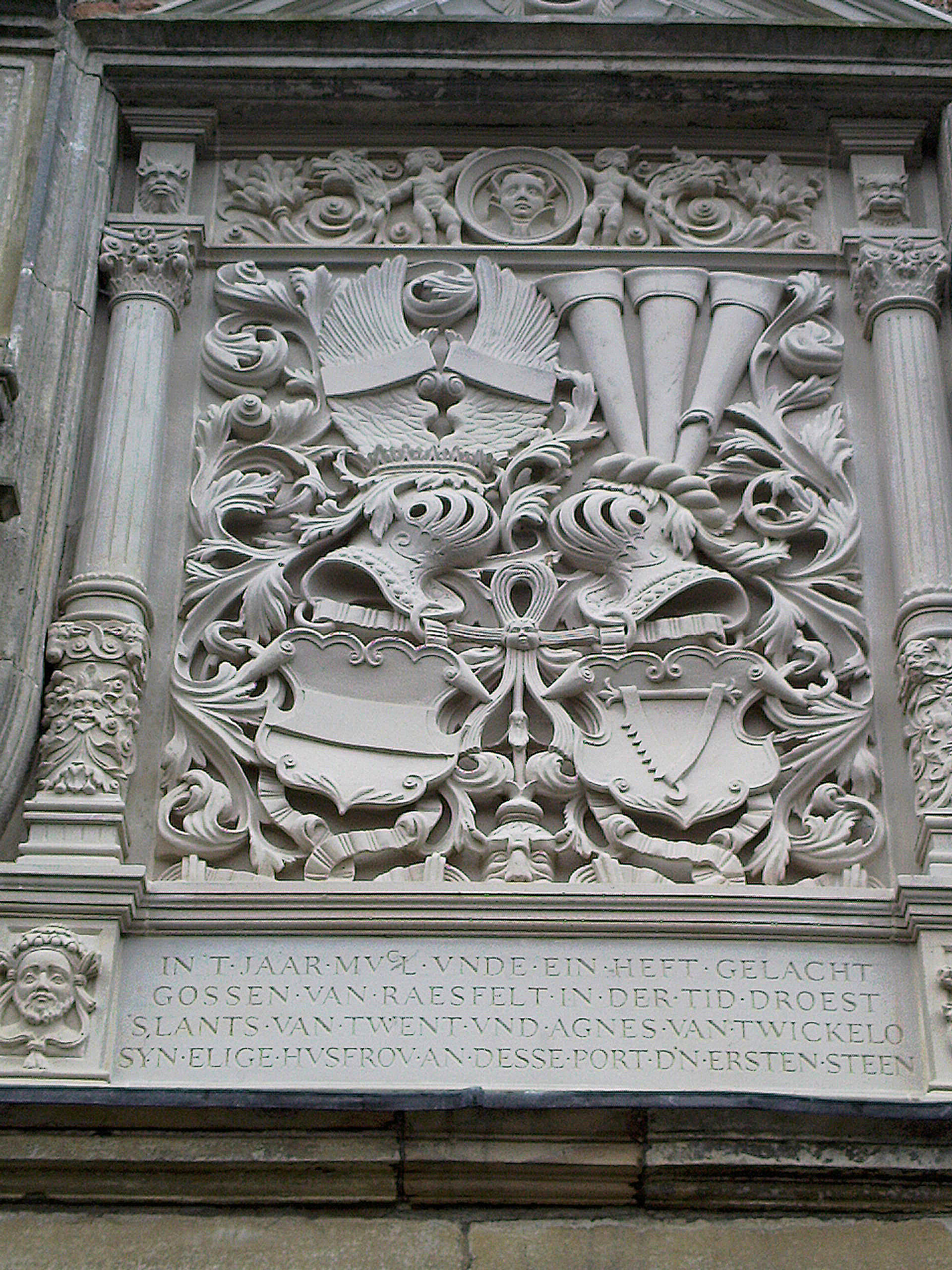
Deel van het reliëf op kasteel Twickel in Delden, boven de hoofdingang. Het reliëf geeft de wapens van de families Twickelo Van Raesfelt weer. Steen uit 2009 die het origineel vervangt.

Agnes van Twickelo (Landgoed Twickel, Delden, circa 1510 - 4 mei 1551) was een Twents edelvrouw. Zij was de jongste dochter van Johan III van Twickelo en Judith Sticke en werd in 1539 de eerste vrouwe van Twickel. Na het huwelijk tussen Agnes van Twickelo en Goossen van Raesfelt de Oude, kwam landgoed en kasteel Twickel in de handen van de familie Van Raesfelt. Uit het huwelijk tussen de twee zijn de volgende kinderen bekend:
- Johan van Raesfelt tot Twickel (-1604) de erfopvolger van Twickel, trouwde in 1572 met Lucia van Heiden. Johan werd in 1562 met Twickel beleend.
- Goossen van Raesfelt tot Rutenborg, de Jonge, begraven in de Dom van Münster, trouwde met Lucia van Twickelo tot Rutenborg, volgde zijn vader op als drost van Twente.
- Adolf van Raesfelt, eerst domheer te Münster.
- Dietrich van Raesfelt, domheer, later drost te Bocholt.
- Bitter van Raesfelt, domheer te Munster, begraven in de Dom van Münster

Agnes van Twickelo werd begraven onder het koor van de Oude Kerk in Delden, waar zich haar zerk nog bevindt.